# Monika Karsch
Monika Karsch (n. 22 decembrie 1982, Schongau, Bavaria, Germania) este o trăgătoare de tir ce a reprezentat Germania, medaliată olimpică. A participat la 2 ediții ale Jocurilor Olimpice (2016, 2020) în care a câștigat o medalie de argint.